# Guy Clark
Guy Clark, född 6 november 1941 i Monahans, Texas, död 17 maj 2016 i Nashville, Tennessee, var en amerikansk singer/songwriter inom countrymusiken samt gitarrbyggare.

## Diskografi (i urval)
Studioalbum
- Old No. 1 (1975)
- Texas Cookin' (1976)
- Guy Clark (1978)
- The South Coast of Texas (1981)
- Better Days (1983)
- Old Friends (1988)
- Boats to Build (1992)
- Dublin Blues (1995)
- Cold Dog Soup (1999)
- The Dark (2002)
- Workbench Songs (2006)
- Somedays The Song Writes You (2009)
- Songs And Stories (2011)
- My Favorite Picture Of You (2013)

Livealbum
- Keepers (1997)
- Together at the Bluebird Cafe (2001) (med Townes Van Zandt och Steve Earle)
- Live From Austin TX (2007)

Samlingsalbum
- Guy Clark - Greatest Hits (1983)
- The Essential (1997)
- Old No1 & Texas Cookin' (1998)
- The Platinum Collection (2008)

Singlar
- "Fools for Each Other" (1979)
- "The Partner Nobody Chose" (1981)
- "Homegrown Tomatoes" (1983)

## Filmografi
- 1981 – Heartworn Highways (Dokumentär)